# Science-Fiction-Jahr 1833
Übersicht

◄◄ | ◄ | 1829 | 1830 | 1831 | 1832 | Science-Fiction-Jahr 1833 | 1834 | 1835 | 1836 | 1837 | ► | ►►

Weitere Ereignisse

## Geboren
- Camille Debans († 1910)